# Hieronymus Pasmann
Hieronymus Pasmann (auch Paßmann; * 10. April 1641 in Hamburg; † 21. April 1716 ebenda) war ein deutscher evangelisch-lutherischer Geistlicher und Pädagoge.

## Leben
Pasmann wurde als Sohn des Blechschlägers Michael Pasmann in Hamburg geboren. Nach seiner Schulbildung studierte er Theologie an der Universität Gießen und der Universität Jena und schloss sein Studium in Jena 1663 als Magister ab. Er kehrte zurück nach Hamburg, wurde unter die Kandidaten des Ministeriums aufgenommen. Am 9. Juni 1678 wurde er zum dritten Diaconus (Prediger) an der Hauptkirche Sankt Michaelis gewählt und am 9. Juli 1678 in sein Amt eingeführt. Er führte dieses Amt bis zu seinem Tod im Jahr 1716 aus.

## Schaffen
Das Sankt Michaelis-Kirchspiel war erst wenige Monate vor Pasmanns Amtsantritt zum fünften Hamburger Kirchspiel erhoben worden und hatte noch nichts für die Bildung der Armen in der Neustadt verrichten können. So beschloss Pasmann selber eine Armenschule zu errichten. Als Vorbild diente ihm die bereits seit 1612 in Sankt Georg bestehende Knackenrüggische Armenschule. Der Hamburger Bürgermeister Heinrich Meurer genehmigte Pasmanns Vorhaben. So wurden ab Januar 1682 Spenden für die neue Armenschule gesammelt (woraus vermutlich die 1690 eröffnete Rumbaumsche Schule entstand). Neben Pasmann nahm sich besonders der Prediger an der Hauptkirche Sankt Petri, Caspar Theodor Fürsen (1646–1684), der Sammlung an. Da Pasmann über die Verteilung der Armengelder in seinem Kirchspiel öffentlich seinen Unmut äußerste, wurde er am 15. September 1682 von seinem Amt als Prediger suspendiert, aber bereits am 22. November 1682 wieder restituiert. Die Suspension schadete seinem Vorhaben aber nicht, sondern führte eher zu einer Häufung der Spenden für die Armenschule. Am 30. März 1683 wurde die Errichtung der Armenschule vom Rat genehmigt. Der Vorstand bestand aus Pasmann (nach dem die Schule auch benannt wurde), seinem Freund Fürsen, sowie aus zwei Ratsmitgliedern und zwei Bürgern. Mit einer Einweihungpredigt wurde die Armenschule eröffnet und bezog anfangs ein gemietetes Haus. Ein eigenes Schulgebäude der Paßmannschen Armenschule wurde im Jahr 1684 errichtet. 1684 besuchten bereits 500 Schüler diese Schule. Die Schule diente dazu, armen Kindern kostenfreien Schulunterricht zu erteilen, und wurde seit ihrer Gründung von vielen Hamburger Theologen und Pädagogen ehrenamtlich unterstützt.

## Familie
Pasmann war zweimal verheiratet: Am 19. August 1678 heiratete er Christina Witte, die am 23. Januar 1706 starb. Die zweite Ehe ging er am 30. September 1709 mit Anna Catharina Vogelbusch ein. Sie starb am 1. Juni 1741.

## Werke (Auswahl)
- Disputatio historico-theologica de potērioklepsia antiquitatis fuco à pontificiis illitâ, praeside Christiano Chemnitio. Jena 1663 (92 S., Digitalisat auf den Seiten der Universität Jena).
- Die belobte Gottseligkeit, zum Grunde der, auf seine Anmahnung in der Hamburgischen Neustadt gestifteten Armenschule gelegt, oder Einweihungspredigt derselben, aus 1. Tim. 4, 8. Hamburg 1683.
- Hamburgisches Denkmahl, bei aufgebauetem neuen Schulhause vor die Neustädtische Armenkinder, aus Genes. 28, 17. in einer Predigt den 2. October 1684 vorgetragen, und jetzo, samt einem Anhange allerhand denkwürdiger Sachen, so in Hamburg und sonderlich in der Neustadt seien vorgegangen, ausgegeben. Hamburg 1690.